# Ernest Jones (Footballspieler)
Ernest Jones (* 22. November 1999 in Waycross, Georgia) ist ein US-amerikanischer American-Football-Spieler auf der Position des Linebackers. Aktuell spielt er für die Seattle Seahawks in der National Football League (NFL). Zuvor stand er bei den Los Angeles Rams und den Tennessee Titans unter Vertrag.

## Frühe Jahre
Jones wurde im US-Bundesstaat Georgia geboren und wuchs dort auch auf. Dort besuchte er die Ware County High School, an der er in der Footballmannschaft aktiv war. Dabei konnte er in seinem letzten Jahr insgesamt 112 Tackles und 2 Sacks verzeichnen und wurde aufgrund seiner sehr guten Leistungen ins First-Team All-State der Class AAAAA berufen. Nach seinem Highschoolabschluss erhielt er ein Stipendium der University of South Carolina aus Columbia, South Carolina, um dort in der Footballmannschaft zu spielen. In seinem ersten Jahr hatte er jedoch mit einer Rückenverletzung zu kämpfen und kam nur in insgesamt fünf Spielen zum Einsatz. Umso stärker war er jedoch in seinem zweiten Jahr, in dem er insgesamt 97 Tackles verzeichnete. Insgesamt kam er zwischen 2018 und 2020 in 26 Spielen für die Mannschaft zum Einsatz und konnte dabei 199 Tackles, 2 Sacks und 2 Interceptions verzeichnen. In seinem letzten Jahr wurde er sogar zu einem Team Captain gewählt.

## NFL
Beim NFL-Draft 2021 wurde Jones in der 3. Runde an 103. Stelle von den Los Angeles Rams ausgewählt. Sein NFL-Debüt gab er direkt am 1. Spieltag der Saison 2021 beim 34:14-Sieg gegen die Chicago Bears. In der ersten Saisonhälfte kam Jones jedoch zumeist nur in den Special Teams zum Einsatz. Nachdem Ende Oktober 2021 jedoch einer der bisherigen Stammspieler auf der Position des Inside Linebackers der Rams, Kenny Young, zu den Denver Broncos getradet wurde, übernahm Jones auch eine wichtigere Rolle in der Defense, oftmals auch als Starter. So kam er am 8. Spieltag beim 38:22-Sieg gegen die Houston Texans erstmals als Starter zum Einsatz und konnte dabei unter anderem seinen ersten halben Sack sowie seine erste Interception von Quarterback Davis Mills fangen. Beim 30:23-Sieg gegen die Arizona Cardinals am 14. Spieltag konnte er erneut eine Interception fangen, diesmal von Quarterback Kyler Murray. Beim 20:10-Sieg gegen die Seattle Seahawks gelangen ihm insgesamt 11 Tackles, seine damalige Karrierehöchstleistung. Am 16. Spieltag zog sich Jones beim 30:23-Sieg gegen die Minnesota Vikings eine Knöchelverletzung zu, sodass er auf die Injured Reserve Liste gesetzt wurde und die restlichen Spiele der Regular Season verletzungsbedingt verpasste. Insgesamt kam er in der Regular Season seiner Rookie-Saison in 15 Spielen zum Einsatz, davon in sieben als Starter, und konnte 61 Tackles, 2 Interceptions sowie einen Sack verzeichnen. Da die Rams in dieser Saison 12 Spiele gewannen und nur fünf verloren, konnten sie die NFC West gewinnen und sich somit für die Playoffs qualifizieren. Die Siege der Rams in den ersten beiden Playoffrunden verpasste Jones jedoch noch verletzungsbedingt. Er gab schließlich sein Comeback und somit auch sein Postseason-Debüt beim 20:17-Sieg gegen die San Francisco 49ers im NFC Championship Game, bei dem er zwei Tackles verzeichnen konnte. Somit qualifizierten sich die Rams für Super Bowl LVI gegen die Cincinnati Bengals. In diesem Spiel kam Jones sogar als Starter zum Einsatz und konnte 7 Tackles verzeichnen, am zweitmeisten in seinem Team nach Darious Williams, sowie einen Sack an Joe Burrow. Die Rams gewannen das Spiel mit 23:20, und somit konnte Jones bereits in seiner Rookie-Saison den Super Bowl gewinnen.
Jones startete in die Saison 2022 als Stammspieler in der Defense der Rams. Direkt am 1. Spieltag konnte er bei der 10:31-Niederlage gegen die Buffalo Bills einen Fumble von James Cook erzwingen. Am 2. Spieltag konnte er beim 31:27-Sieg gegen die Atlanta Falcons insgesamt 12 Tackles verzeichnen und somit seinen Karrierebestwert aus der Vorsaison noch einmal ausbauen. Beim 17:16-Sieg gegen die Las Vegas Raiders konnte er seine erste Interception der Saison von Derek Carr fangen. Er beendete die Saison mit 114 Tackles, die zweitmeisten aller Spieler der Rams hinter Bobby Wagner. Zur Saison 2023 etablierte er sich als fester Stammspieler in der Defense der Rams. Beim 29:23-Sieg gegen die Indianapolis Colts konnte Jones einen Sack an Anthony Richardson verzeichnen. Bei der 14:31-Niederlage gegen die Philadelphia Eagles erreichte er insgesamt 15 Tackles, wodurch er eine neue Karrierebestleistung aufstellte. Dies konnte er am 13. Spieltag beim 36:19-Sieg gegen die Cleveland Browns noch einmal wiederholen. An den folgenden drei Spieltagen konnte er jeweils einen Sack verzeichnen. Mit insgesamt 145 Tackles führte er die Rams in dieser Kategorie 2023 an. Da die Rams in dieser Saison 10 Spiele gewannen und nur sieben verloren, konnten sie sich für die Playoffs qualifizieren. Dort trafen sie in der Wildcard-Runde auf die Detroit Lions. Jones war in dieser Partie erneut Starter und konnte in der Partie insgesamt 9 Tackles verzeichnen, zwei Sacks an Quarterback Jared Goff erzielen sowie einen Fumble von diesem erzwingen. Nichtsdestotrotz schieden die Rams durch eine 23:24-Niederlage aus den Playoffs aus.
Am 28. August 2024 gaben die Tennessee Titans die Verpflichtung von Ernest Jones per Trade mit den Rams bekannt. Die Rams gaben Jones und einen Sechstrunden-Draftpick im NFL Draft 2026 gegen einen Fünfrunden-Draftpick 2026 ab. Nach sechs Spielen für Tennessee einigten sich die Titans mit den Seattle Seahawks auf einen Trade von Jones im Austausch gegen einen Viertrundenpick 2024 sowie Linebacker Jerome Baker.

## Karrierestatistiken

### Regular Season
| Saison                             | Team             | Spiele | Spiele  | Tackles | Tackles | Tackles | Tackles | Interceptions | Interceptions | Interceptions | Interceptions | Interceptions | Interceptions | Fumbles | Fumbles | Fumbles |
| Saison                             | Team             | Gesamt | Starter | Gesamt  | Solo    | Assist  | Sacks   | PD            | Int           | Yards         | Durchschnitt  | Lang          | TD            | FF      | FR      | TD      |
| ---------------------------------- | ---------------- | ------ | ------- | ------- | ------- | ------- | ------- | ------------- | ------------- | ------------- | ------------- | ------------- | ------------- | ------- | ------- | ------- |
| 2021                               | Rams             | 15     | 7       | 61      | 36      | 25      | 1,0     | 4             | 2             | 50            | 25,0          | 31            | 0             | 0       | 0       | 0       |
| 2022                               | Rams             | 17     | 11      | 114     | 66      | 48      | 0,0     | 2             | 1             | 0             | 0,0           | 0             | 0             | 1       | 0       | 0       |
| 2023                               | Rams             | 15     | 15      | 145     | 74      | 71      | 4,5     | 6             | 0             | 0             | 0,0           | 0             | 0             | 0       | 0       | 0       |
| 2024                               | Titans           | 6      | 5       | 44      | 29      | 15      | 0,0     | 2             | 0             | 0             | 0,0           | 0             | 0             | 0       | 0       | 0       |
| 2024                               | Seahawks         | 10     | 10      | 94      | 48      | 46      | 0,5     | 2             | 1             | 12            | 12,0          | 12            | 0             | 1       | 0       | 0       |
| Gesamte Karriere                   | Gesamte Karriere | 63     | 48      | 458     | 253     | 205     | 6,0     | 16            | 4             | 62            | 15,5          | 31            | 0             | 2       | 0       | 0       |
| Quelle: pro-football-reference.com |                  |        |         |         |         |         |         |               |               |               |               |               |               |         |         |         |

### Postseason
| Saison                             | Team             | Spiele | Spiele  | Tackles | Tackles | Tackles | Tackles | Interceptions | Interceptions | Interceptions | Interceptions | Interceptions | Interceptions | Fumbles | Fumbles | Fumbles |
| Saison                             | Team             | Gesamt | Starter | Gesamt  | Solo    | Assist  | Sacks   | PD            | Int           | Yards         | Durchschnitt  | Lang          | TD            | FF      | FR      | TD      |
| ---------------------------------- | ---------------- | ------ | ------- | ------- | ------- | ------- | ------- | ------------- | ------------- | ------------- | ------------- | ------------- | ------------- | ------- | ------- | ------- |
| 2021                               | Rams             | 2      | 1       | 9       | 6       | 3       | 1,0     | 1             | 0             | 0             | 0,0           | 0             | 0             | 0       | 0       | 0       |
| 2023                               | Rams             | 1      | 1       | 9       | 4       | 5       | 2,0     | 0             | 0             | 0             | 0,0           | 0             | 0             | 1       | 0       | 0       |
| Gesamte Karriere                   | Gesamte Karriere | 3      | 2       | 18      | 10      | 9       | 3,0     | 1             | 0             | 0             | 0,0           | 0             | 0             | 1       | 0       | 0       |
| Quelle: pro-football-reference.com |                  |        |         |         |         |         |         |               |               |               |               |               |               |         |         |         |